# Іма Сумак
І́ма Су́мак (ісп. Yma Súmac, Imma Sumack), справжнє імʼя — Со́їла Ауґу́ста Емператрі́с Ча́варрі дель Касті́льйо (ісп. Zoila Augusta Emperatriz Chávarri del Castillo; 13 вересня 1922, Каяо, Перу — 1 листопада 2008, Лос-Анджелес, США) — перуанська та американська естрадна й оперна співачка, акторка, композиторка та модель, що здобула світове визнання унікальним голосом з діапазоном у 5 октав від низького баритону до діапазону вище сопрано (у записі пісні «Лісові істоти» (Chuncho) чутно перехід на 4,5 октави). Могла практично миттєво переходити від баритона до найвищих тонів без фальцету; співала переважно іспанською та мовою кечуа.

## Життєпис
Народилася у нащадка іспанців та інків (дошлюбне прізвище матері було Атауальпа, як і вождя протиіспанського повстання, звідки в майбутньому виникли теорії щодо її предків).
Дитинство провела на родинному ранчо в гірському селищі Ічокан в околицях Кахамарки. Іма не отримала музичної освіти та не знала нотної грамоти. Співати начилася, повторюючи звуки птахів, в подальшому вчилася музики у свого чоловіка.
1942 року одружилася з композитором і імпресаріо Мойсесом Віванко, народила сина Чарльза. Двічі розлучалася (подейкують, що розлучення 1957 року було фіктивним — з огляду на намагання уникнути сплати податків), остаточно пара розійшлася 1965 року.
Останні роки вела усамітнене життя та приховувала подробиці біографії. Померла в Лос-Анжелесі у будинку людей похилого віку після 8 місяців лікування колоректального раку. Похована в Голлівуді на цвинтарі Hollywood Forever.

## Творчість
У 1942 році молода співачка запрошена до Буенос-Айреса виступити на аргентинському радіо, і невдовзі вся Південна Америка знала її неповторний голос. 1943 року в Аргентині записала перший музичний альбом. Було записано не менше 18 пісень, котрі вийшли на платівках 78 об/хв.
Разом з чоловіком та танцівницею Чолітою Ріверо заснувала гурт «The Inka Taky Trio», із яким гастролювала Південною Америкою. 1946 року гурт переїздить до США, Іма оселилася в Нью-Йорку. Під час одного з виступів в нічному клубі її голос почув рекрутер студії звукозапису «Capitol Records», відразу було укладено контракт.
1949 року голос Іми знали в США і в Європі. Того ж року вона народила сина.
Перший альбом, виданий у 1950 році в США, мав назву «Voice of the Xtabay» («Capitol Records»). Він розійшовся тиражем 500 000 екземплярів — всі пісні виконувала Сумак, повторюючи щебетання птахів, при цьому на рекламу не було витрачено нічого. В 1950-х виступала у Карнегі-хол та Голлівуд-Боул — концерт 12 серпня 1950-го став легендарним, продюсером платівок Іми Сумак став Алан Лівінгстон. На початку 1950-х були неприємності з податковою поліцією, певний час подружжя не пускали до США. 1959 року отримала громадянство США.
З СРСР почала світове турне, за особистою вказівкою Микити Хрущова гонорар їй виплачували валютою, виступала 6 місяців, відвідавши 40 міст. Її запам'ятали за виконанням «Гімну Сонцю» (так цензура переклала назву «Цнотлива для Бога Сонця»). Ця пісня в Перу сприймалася як реквієм за зниклою під ударами конкістадорів цивілізацією та культурою інків. 
У фільмі «Планета штормів» 1962 року звучання синтезатора відтворювала Іма Сумак (Інва Мула в фільмі Люка Бессона «П'ятий елемент» виконує арію «Oh, giusto cielo!.. Il dolce suono» з опери Гаетано Доніцетті «Лючія ді Ламмермур» в діапазоні двох октав, комп'ютерна обробка розширила до 4,5). Гастролі Іми в СРСР обірвалися, на десятиліття її «заборонили» за скандал через виявлених у номері готелю тарганів.
До кінця 1960-х років співачку стали дещо забувати. 1971 року повернулася жити в Перу, у 1980-х знову повернулася до США.
Коли в кінці 1980-х вчені запропонували за допомогою комп'ютерного аналізу дослідити її унікальні вокальні дані, Іма відмовилася.
В 1990-х слава Іми Сумак відродилася, її пісня «Ataypura» звучала в фільмі «Великий Лебовські» братів Коен.
1992 року в прокаті Німеччини вийшов біографічний фільм «Yma Sumak: Hollywoods Inkaprinzessen». Її голос звучав у комедії 1999 року «Happy, Texas», Нанні Моретті використав дві пісні Іми в фільмі «Квітень» 1998.
2006 року прийняла від уряду Перу найвищу державною нагородою — «Орденом Сонця».
Іма Сумак відмовлялася вдягатися за голлівудськими стандартами і коритися вказівкам продюсерів та іміджмейкерів, тому її виступи та концерти часто скасовувалися.

## Дискографія
Альбоми
- «Odeon», 1943,

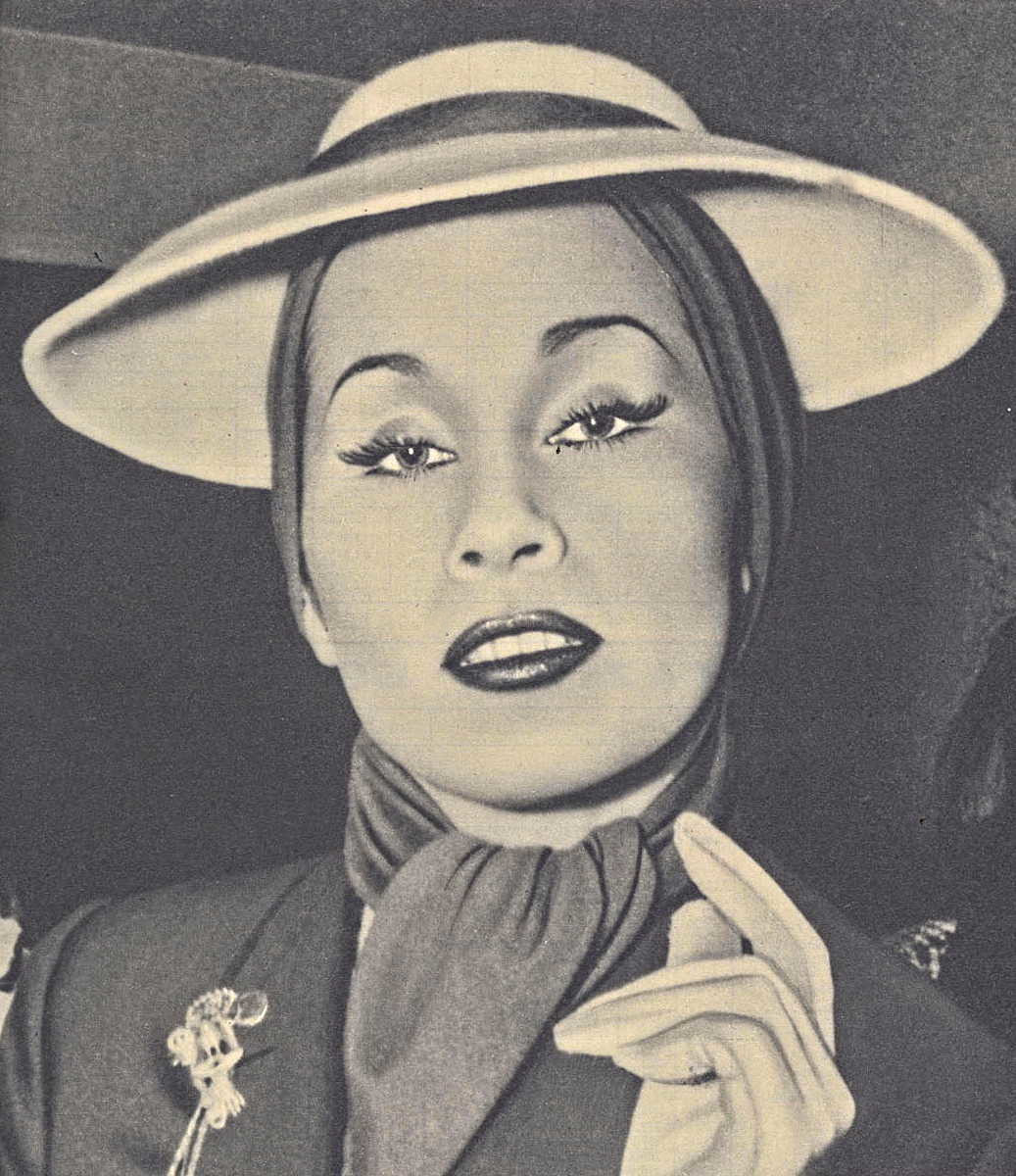
В турі Італією, березень 1954

- «Voice of the Xtabay», 1950, 1955 (співала голосами птахів, які чула в своєму селі), диск без жодної реклами став бестселером,
- «Legend Of The Sun Virgin», 1952
- «Moises Vivanco — Inca Taqui», 1953,
- «Mambo!», 1954
- «Flahooley (Original Broadway Cast)», 1957
- «Legend Of The Jivaro», 1957
- «Fuego Del Ande», 1959,
- «Recital Yma Sumac», 1961, Бухарест,
- «Zpívá Yma Sumac», 1965
- «Miracles», 1971, London Records,
- «Twice as Much», 1992

Платівки
- «Dance Of The Moon Festival (Choladas) / Virgin Of The Sun God (Taita Inty)», 1950,
- «Virgin Of The Sun God (Taita Inty) / Lure Of The Unknown Love (Xtabay)», 1950,
- «Vocal Solo with Orchestra», 1950,
- «Dance of the Moon Festival», 1950,
- «Dance Of The Winds / Chant Of The Chosen Maidens», 1950,
- «Birds / Nadjala's Lament», 1951,
- «Wimoweh / Babalu», 1952,
- «Legend Of The Sun Virgin», 1952,
- «Yma Sumac, Moises Vivanco — Inca Taqui», 1953,
- «Yma Sumac And Moises Vivanco — Moises Vivanco And His Peruvians — K'arawi (Planting Song) / Cumbe-Maita (Calls Of The Andes)», 1953,
- «Mambo! (Part 1)», 1954,
- «Mambo! (Part 2)», 1954,
- «Virgin Of The Sun God (Taita Inty) / Lure Of The Unknown Love (Xtabay)», 1955,
- «Voice Of The Xtabay (Part 4)», 1955,
- «Legend Of The Jivaro (Part 1)», 1957,
- «Legend Of The Jivaro (Part 2)», 1957,
- «Legend Of The Sun Virgin (Part 3)», 1958,
- «Legend Of The Sun Virgin (Leyenda De La Virgen Del Sol) Part. 2», 1958,
- «Legend Of The Sun Virgin», 1958,
- «Legend Of The Sun Virgin (Leyenda De La Virgen Del Sol) Part 1», 1958,
- «Medicine Man / Remember», 1972,
- «Mambo ConFusion», 1991,
- «Carnaval Indio», Parlophone Records,
- «La Sirena».

## Компіляції
- «Presenting Yma Sumac (In A Collection Of Early Recordings)», 1952,
- «Greatest! „Chanto Incas“», 1975,
- «Con Plumas, Vol.II», 1982,
- «The Spell Of Yma Sumac», 1987
- «Enchantress», 1989,
- «Préférences Vol. 1», 1991,
- «Préférences Vol. 2», 1991,
- «The Very Best Of Yma Sumac — Dance Of The Moon Festival», 1992,
- «Destination Perou», 1993,
- «Voice Of The Xtabay…And Other Exotic Delights», 1995,
- «Musica De Los Andes», 1996,
- «The Very Best Of Yma Sumac», 1997,
- «La Voz», 1997,
- «Amor Indio», 1997,
- «Shou Condor», 1997,
- «The Ultimate Yma Sumac Collection», 2000,
- «The Exotic Sounds Of Yma Sumac», 2002,
- «Virgin Of The Sun God», 2002,
- «Kon Tiki», 2003,
- «Karibe Taki», 2005,
- «Queen Of Exotica», 2005, Blue Orchid,
- «Queen Of Exotica», 2005, Universe,
- «The Sun Virgin», 2006,
- «A Proper Introduction To Yma Sumac — Queen Of Exotica», 2006,
- «Greatest Hits», 2008,
- «The Exotic Lure Of Yma Sumac», 2008,
- «Calls Of The Andes», 2008,
- «Ataypura — 76 Hits And Rarities From The Goddess Of Exotica», 2012,
- «Seven Classic Albums», 2012,
- «The Essential Recordings», 2015,

## Різні видання
- «Песни Инков», 1960, «Аккорд»,
- «Sampler Exotica», 1996, «The Right Stuff»

## Фільмографія
- «Texaco Star Theater», сезон 1948 року, США,
- «The Colgate Comedy Hour», сезон 1950 року, США,
- «The Ernie Kovacs Show», США, 1952, 1-й сезон,
- «Секрети інків» («Secret of the Incas»), 1954, США, Корі-Тіка,
- «Climax!», серіал, 1954—1958, США, Марія Сантес,
- «Омар Хайям», 1957, США, Каріна,
- «Música de siempre», 1958, Мексика,
- «Las canciones unidas», 1960, Мексика,
- «Annie, the Women in the Life of a Man», 1970, США,
- «The Apple», 1980, США, епізод, нема в титрах,
- «Late Night with David Letterman», серіал, 1982—1993, США,
- «Yma Sumac — Hollywoods Inkaprinzessin», 1991, Німеччина.

## Вшанування пам'яті
- Кавалер Великого хреста ордену Сонця Перу

### У літературі
- «Іма Сумак» Ліна Костенко